# Davaoregionen

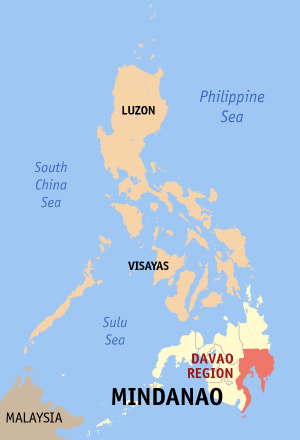
Davaoregionens läge.

Davaoregionen (region XI) är en region i Filippinerna med 4 087 200 invånare (2006) och en yta på 19 671,83 km². Den ligger i den sydöstligaste delen av ön Mindanao. Regionen består av de fyra provinserna Composteladalen, Davao del Norte, Davao del Sur och Davao Oriental. Regionen omsluter Davaobukten och staden Davao är regionhuvudstad.
Regionen kallades ursprungligen Södra Mindanao och omfattade tidigare även provinserna Surigao del Sur och Södra Cotabato, vilka efter flera omorganisationer numera ingår i SOCCSKSARGEN.
Bland språk som talas finns cebuano, filipino och engelska.